# 普恩布特
普恩布特（法語：Pouembout，發音：[pwɛ̃but] ⓘ）是法国海外特殊集体新喀里多尼亞北部省的市镇，面积674.3平方千米，2019年1月1日人口为2,752人。

## 地理
普恩布特（21°8'0"S, 164°54'0"E）面积674.3平方千米，位于法国海外特殊集体新喀里多尼亞。
与普恩布特接壤的市镇（或旧市镇、城区）包括：科内、普安迪米耶、波内里旺、波亚。
普恩布特的时区为UTC+11:00。

## 行政
普恩布特的邮政编码为98825，INSEE市镇编码为98825。

## 政治
普恩布特的现任市长为扬·佩拉尔迪（Yann Peraldi）先生，任期为2020-2026年。

## 人口
普恩布特于2019年1月1日时的人口数量为2752人。